# Rutsøya
Rutsøya est une île norvégienne du comté de Hordaland appartenant administrativement à Bømlo.

## Description
Rocheuse et couverte d'une rare végétation, elle s'étend sur environ 1,9 km de longueur pour une largeur approximative de 1,6 km.